# Йоахим Бейкелар
Йоахим Бейкелар (нід. Joachim Beuckelaer, також Bueckelaer; близько 1530, Антверпен — 1573 / 1574, Антверпен) — південнонідерландський (фламандський) художник епохи пізнього Відродження.

## Біографія
Йоахим Бейкелар вивчав живопис у майстерні свого дядька, Пітера Артсена. Тут він починав творчий шлях. Писав переважно жанрові сценки на кухні і на ринку. На його картинах — гори харчів, які мають, особливий підтекст і алегоричне значення. Бейкелар — також автор картин на релігійні сюжети. Його тетраптих «Чотири елементи» (нині в Лондонській Національній галереї) — наприклад, дошка «Вода» — з'єднує водну стихію і прямуючого на задньому плані по гладі Гефсиманського озера Ісуса Христа. У 1560 році Йоахім Бейкелар стає членом антверпенской гільдії художників святого Луки.

## Творчість

М'ясний цех

Художник спеціалізувався на ринкових та кухонних сценах із витонченими експонатами продуктів харчування та побутового обладнання. Протягом 1560-х років, особливо на початку половини десятиліття, Беккелер писав релігійні твори, для яких, на відміну від кухонних та ринкових сцен. У цей період він також виготовляв конструкції для вітражів. Беккелер також був зайнятий малюванням картин інших художників, таких як Антоніс Мор та Корнеліс ван Далем. Біограф XVII століття Карел ван Мандер стверджував, що художник мав змогу продавати свої картини лише за низькими цінами, по-справжьому їх оцінили тільки після його смерті. Але велика кількість його пізніх робіт та кількість виготовлених полотен у майстерні сприймаються як ознака успіху в останні роки життя життя. Дослідження техніки полотен Беккелера показало, що він часто переробляв власні композиції з одного зображення на інше. Він використовував зразки кластеризованих предметів за допомогою трасування, щоб створювати нові картини з очевидною різноманітністю. Цей вид техніки дозволив йому підвищити ефективність виробництва та скоротити витрати у часі та зусиллях. Творчість Йоахима Бейкелара мала вплив на художників північної Італії, в тому числі Вінченцо Кампі.

## Вибрані роботи
- Втеча в Єгипет; полотно, олія, 103 × 81 см, Рококс-хаус, Антверпен
- Базарна сценка; полотно, олія, 113 × 81,5 см, Музей образотворчих мистецтв, Будапешт
- Несення хреста (1562); дерево, олія, 96,5 × 79 см,, Музей західного мистецтва, Токіо
- Заколота свиня (1563); дуб, масло, 114 × 83 см, музей Вальраф-Ріхарц, Кельн
- На базарі (1564); дерево, олія, 128 × 166 см, музей ім. Пушкіна, Москва
- Овочевий натюрморт з ринку (1564); дуб, масло, 114,8 × 170,5 см, музей Альті Майстер, Кассель
- Торговка яйцями (1565); дерево, олія, 126 × 81 см, Королівський музей витончених мистецтв, Антверпен
- Кухня. З Христом, Мартою та Марією на задньому плані (1566); дерево, олія, 171 × 250 см, Рейксмузей, Амстердам
- Чотири елементи: земля (1569); дерево, олія, 158,5 × 215 см, Національна галерея, Лондон
- Чотири елементи: вода (1569); дерево, олія, 158,5 × 215 см, Національна галерея, Лондон
- Чотири елементи: повітря (1570), 157,3 × 215 см, Національна галерея, Лондон
- Чотири елементи: вогонь (1570); дерево, олія, 157,5 × 215,5 см, Національна галерея, Лондон
- Кухарка з забитою птицею (1574); дерево, олія, 112 × 81 см, Художньо-історичний музей, Відень
- Торговець дичиною; дуб, масло, 114 × 159 см, музей герцога Антона-Ульріха, Брауншвейг

## Галерея

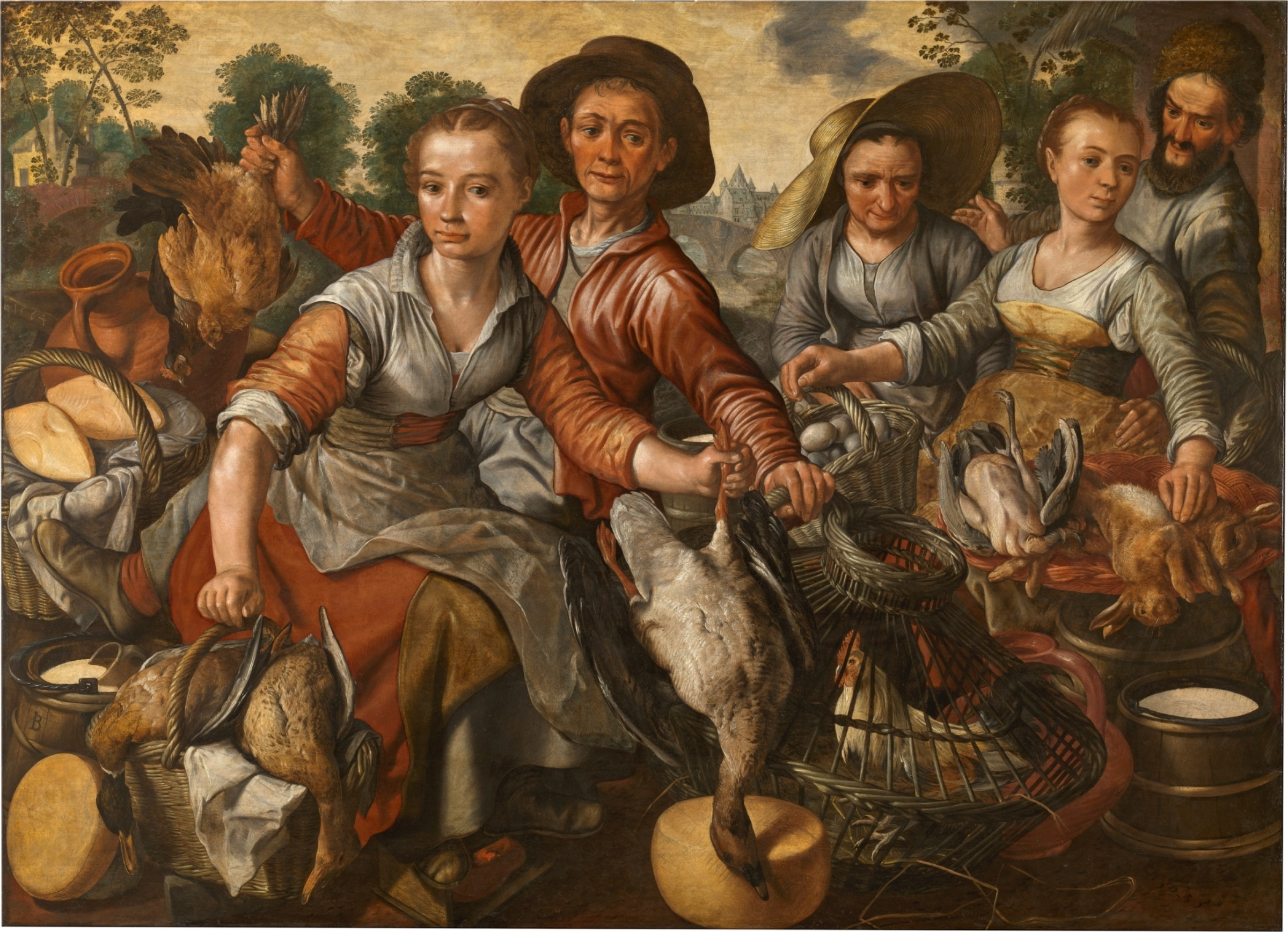
На ринку (1564)
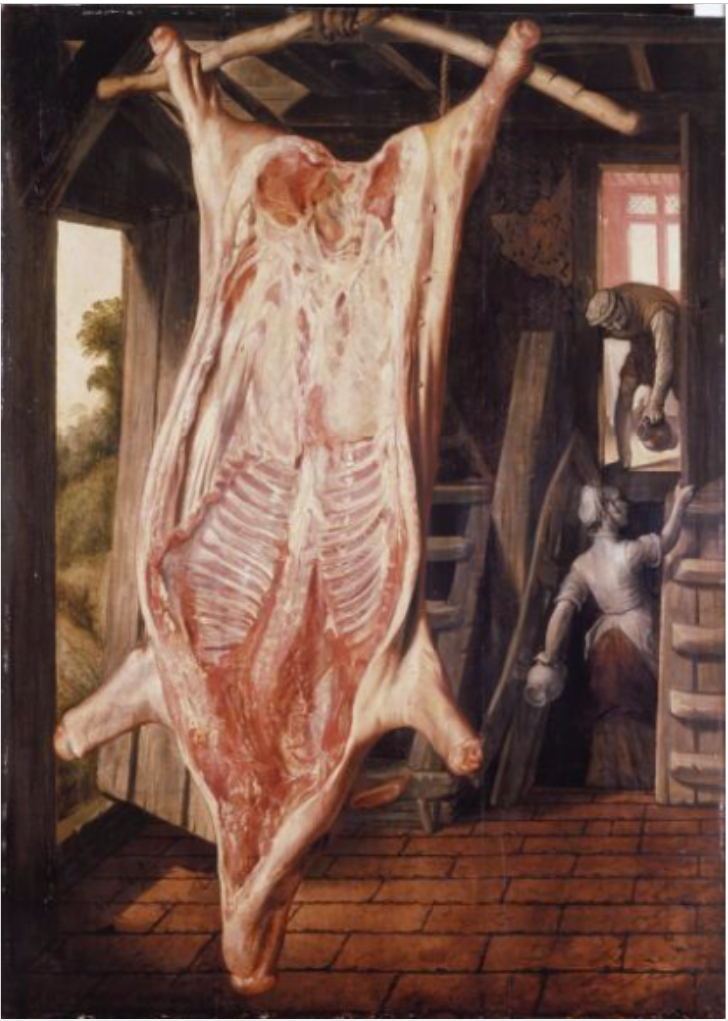
Забій свиней
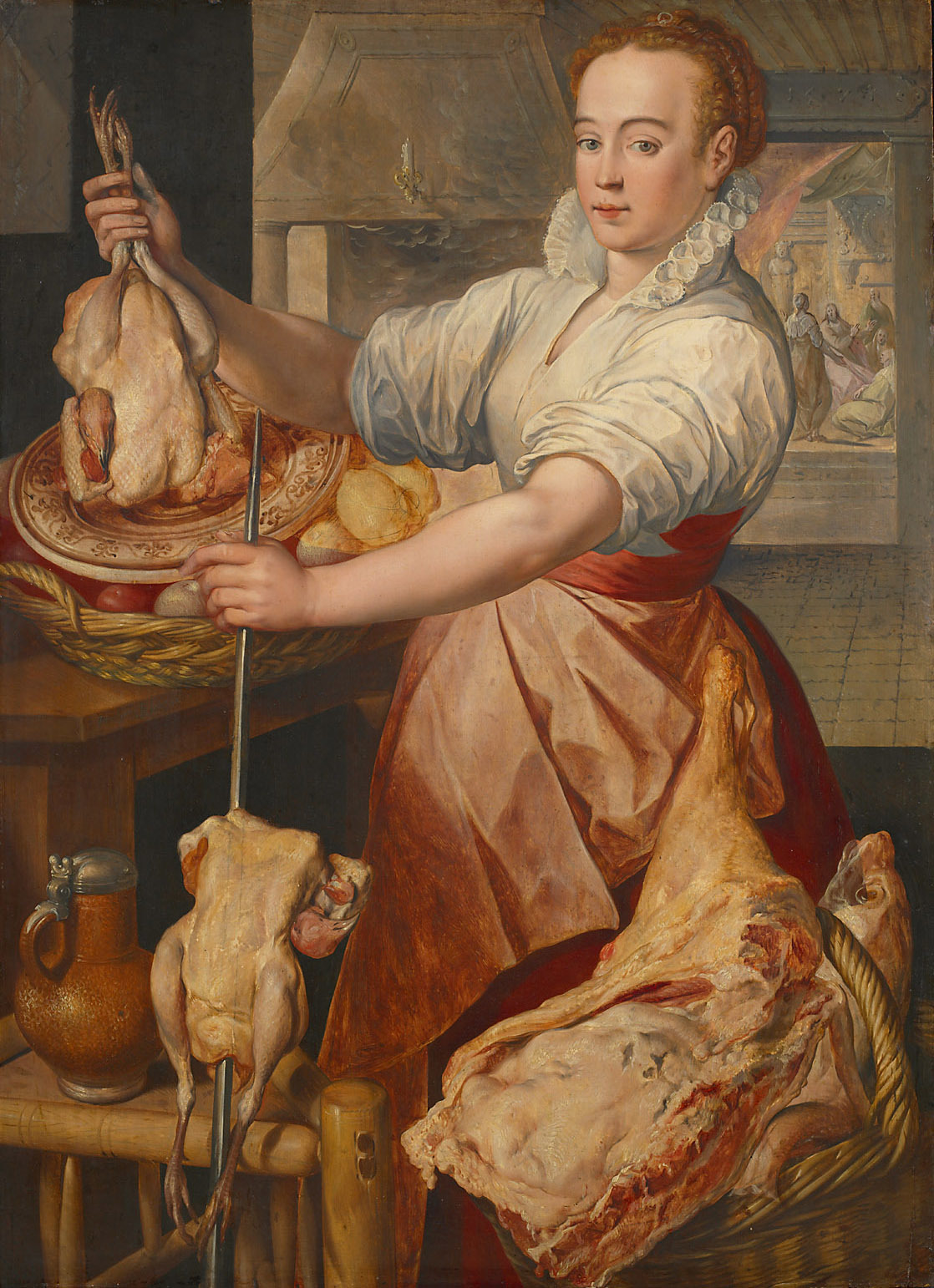
Кухарка (1574)
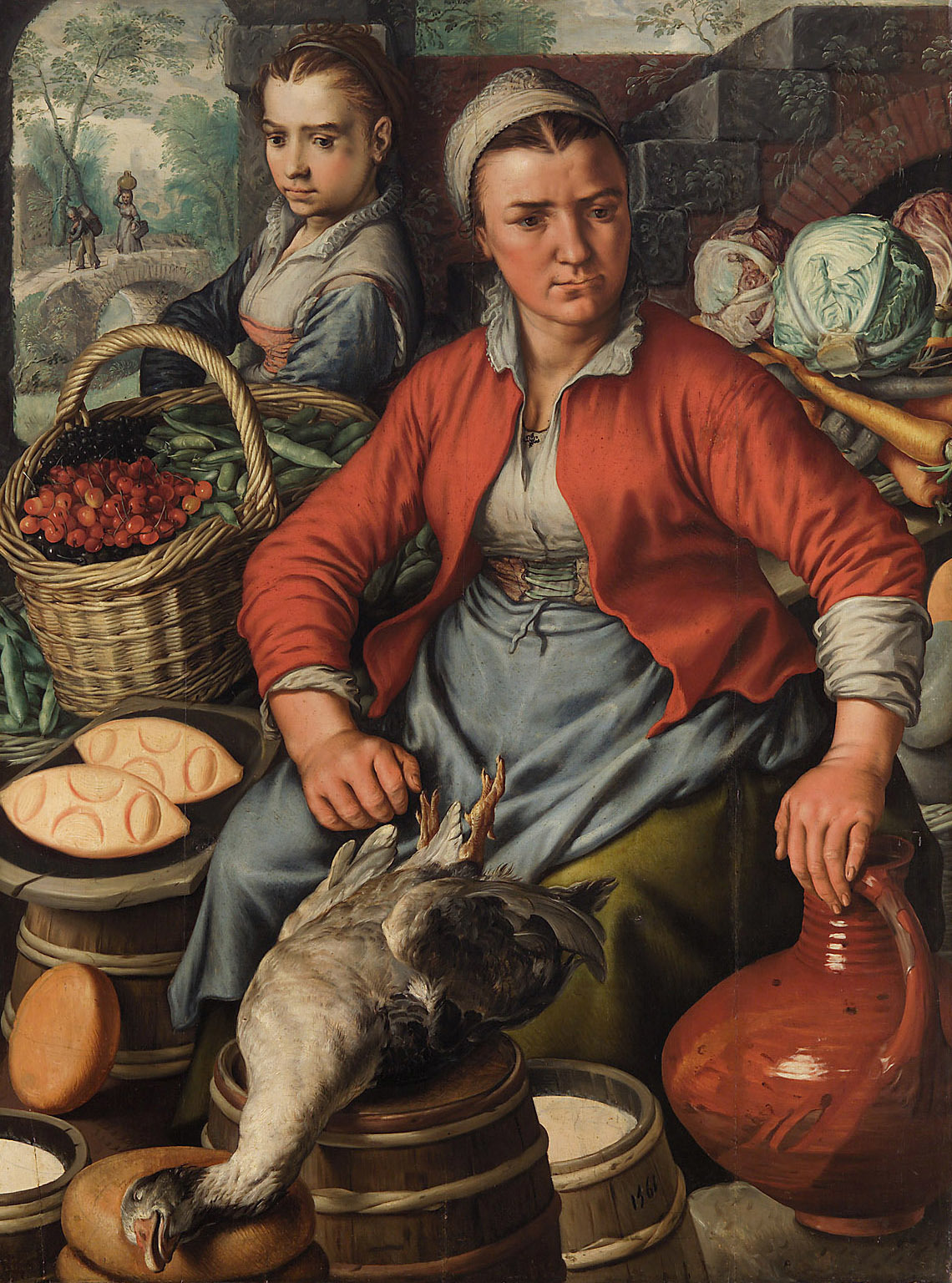
Ринок (1561)
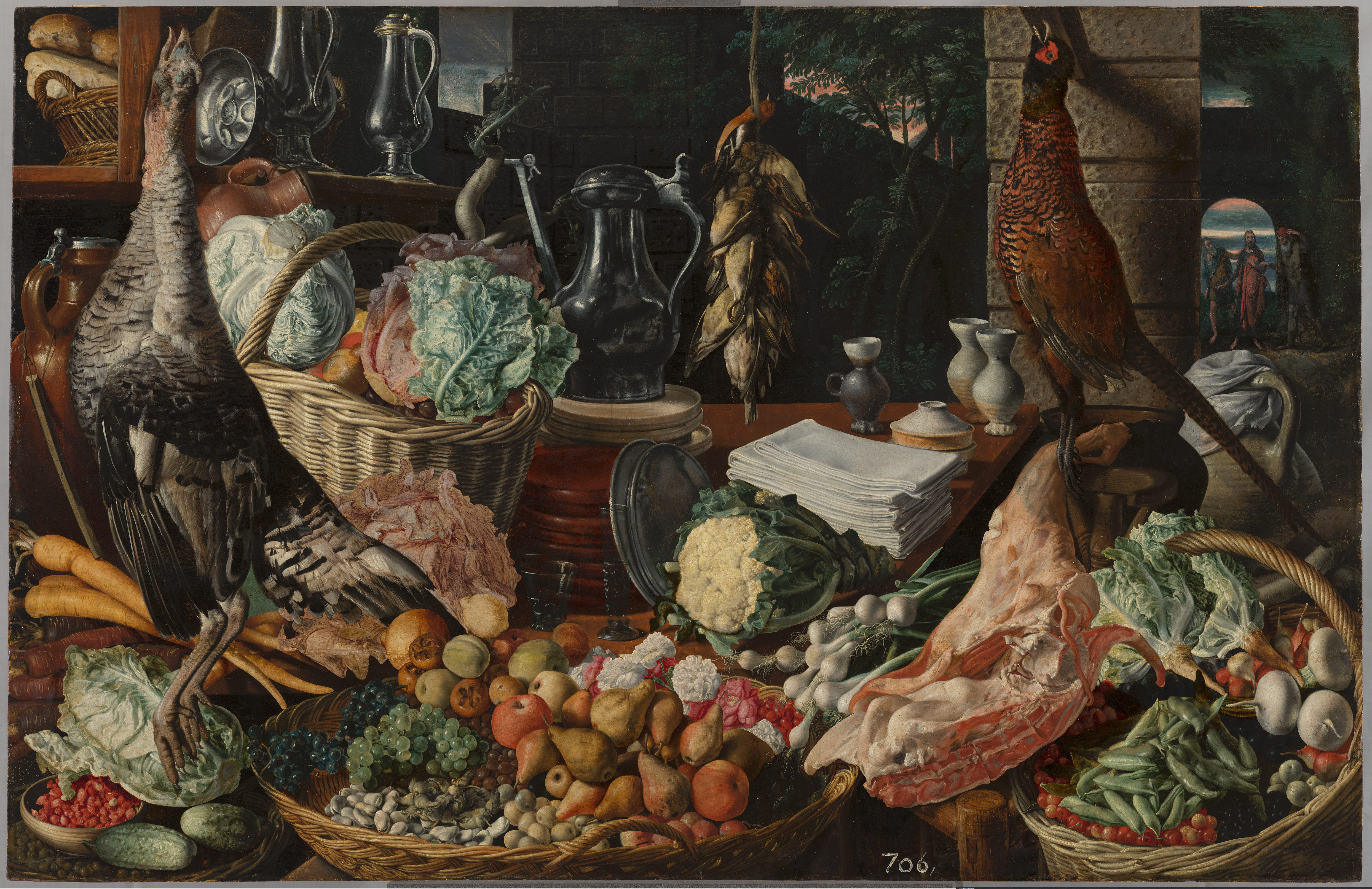
Сцена у кухні (1569)
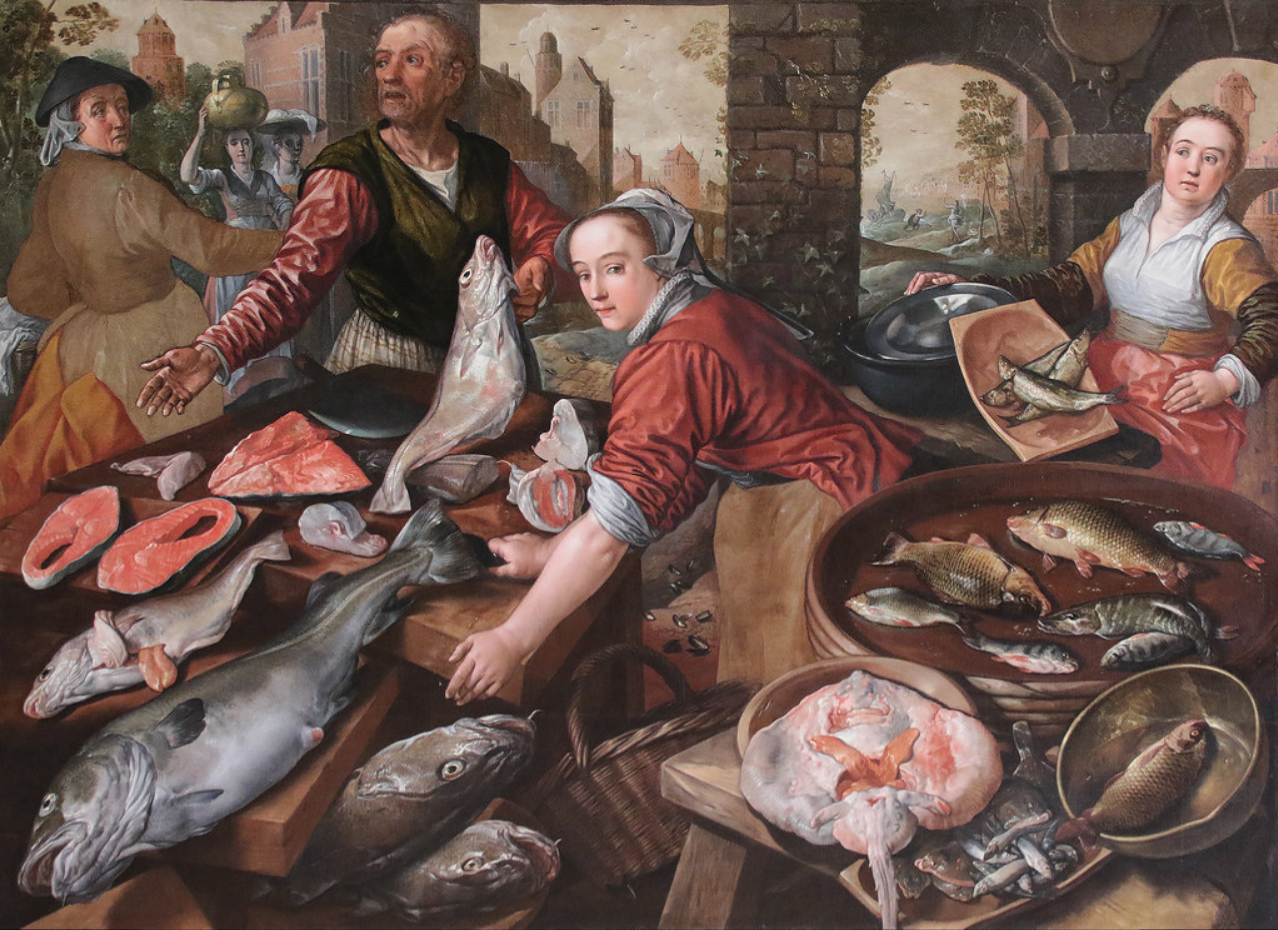
Рибний ринок
На кухні
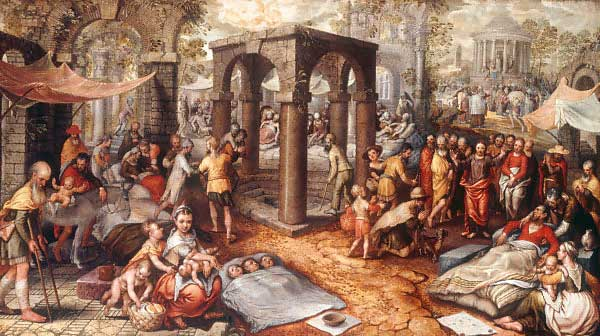
Зцілення в басейні Віфезда (1562)
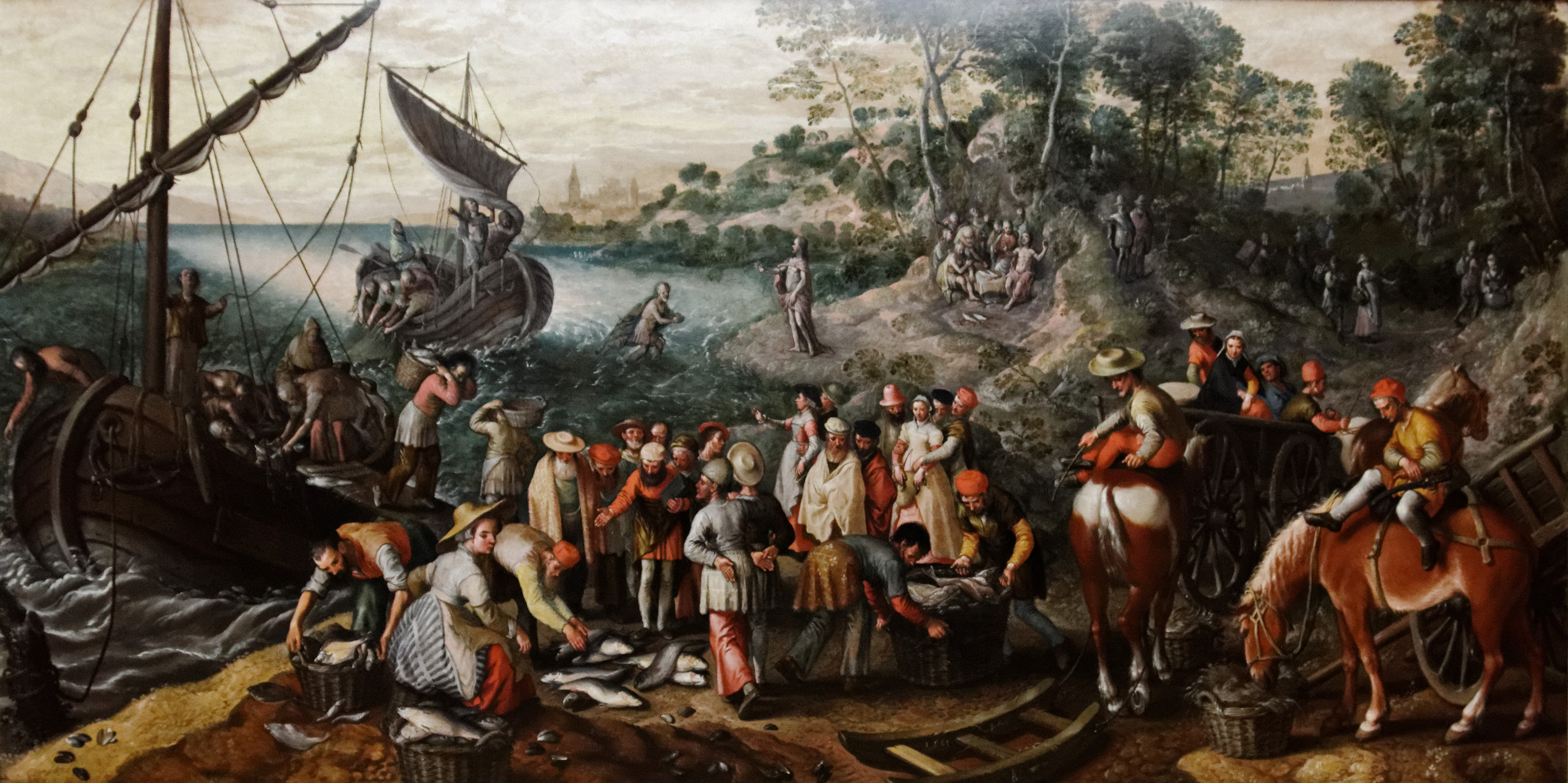
Вивантаження риби
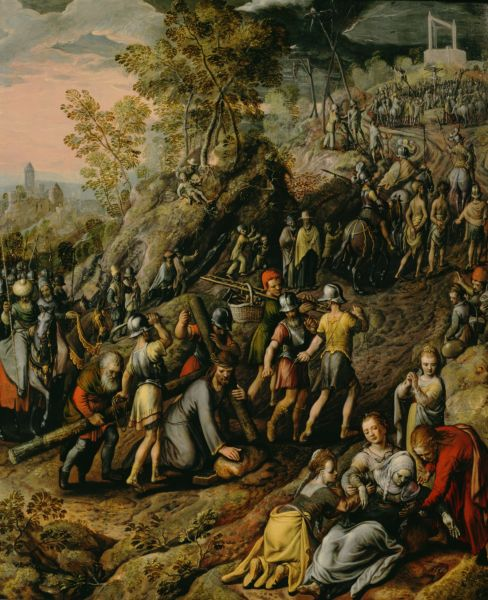
Несення хреста